# Gail Strickland
Gail Strickland (Birmingham (Alabama), 18 mei 1947) is een Amerikaans actrice.

## Carrière
Strickland begon in 1969 met acteren in de televisieserie Dark Shadows. Hierna heeft zij nog meerdere rollen gespeeld in televisieseries en films zoals Norma Rae (1979), Dallas (1985), The Man in the Moon (1991), Dr. Quinn, Medicine Woman (1993), How to Make an American Quilt (1995), Melrose Place (1994-1998) en First Monday (2002).
Strickland is ook actief in het theater, zij maakte in 1973 haar debuut op Broadway in het toneelstuk Status Quo Vadis. Hierna heeft zijn nog twee rollen meer gespeeld, in 1981 met het toneelstuk I Won't Dance en in 1996 met het toneelstuk The Father.

## Filmografie

### Films
Selectie:
- 1995 How to Make an American Quilt – als The mrs.
- 1991 The Man in the Moon – als Marie Foster
- 1984 Oxford Blues – als Las Vegas Lady
- 1979 Norma Rae – als Bonnie Mae
- 1976 Bound for Glory – als Pauline
- 1975 The Drowning Pool – als Mavis

### Televisieseries
Selectie:
- 2002 First Monday – als Deborah Szwark – 13 afl.
- 1994 – 1998 Melrose Place – als Katherine Andrews – 6 afl.
- 1994 – 1995 Seinfeld – als Landis – 2 afl.
- 1993 Dr. Quinn, Medicine Woman – als Olive Davis – 11 afl.
- 1991 WIOU – als Beatrice Hudson – 2 afl.
- 1988 Heartbeat – als Marilyn McGrath – 6 afl.
- 1986 What a Country – als Schoolhoofd Joan Courtney – 9 afl.
- 1985 – 1986 The Insiders – als Alice West – 13 afl.
- 1985 Dallas – als Veronica Robinson – 3 afl.
- 1984 Emerald Point N.A.S. – als dr. Robards – 5 afl.
- 1982 – 1984 Hill Street Blues – als Gail Kennedy – 2 afl.
- 1974 – 1976 The Bob Newhart Show – als Courtney Simpson – 2 afl.
- 1969 Dark Shadows – als Dorcas Trilling – 2 afl.

- Biblioteca Nacional de España: XX1594311
- Bibliothèque nationale de France: cb14230468d (data)
- International Standard Name Identifier: 0000 0001 1951 5133
- Library of Congress Control Number: nr2001020189
- Nationale Bibliotheek van Israël: 987007391944905171
- Virtual International Authority File: 79178611
- WorldCat: E39PBJqvVkWh4dqpMpPf7PxJjC